# Liste der Biografien/Friel
Liste der Biografien |
Portal Biografien |
Personensuche
# |
A |
B |
C |
D |
E |
F |
G |
H |
I |
J |
K |
L |
M |
N |
O |
P |
Q |
R |
S |
T |
U |
V |
W |
X |
Y |
Z |
?
 
Fa |
Fe |
Ff |
Fh |
Fi |
Fj |
Fk |
Fl |
Fm |
Fn |
Fo |
Fr |
Ft |
Fu |
Fy
 
Fra |
Frc |
Fre |
Frg |
Fri |
Frk |
Frl |
Fro |
Frr |
Fru |
Fry
 
Fria |
Frib |
Fric |
Frid |
Frie |
Frig |
Frih |
Frii |
Frij |
Frik |
Fril |
Frim |
Frin |
Frio |
Frip |
Frir |
Fris |
Frit |
Friv |
Friz
 
Frieb |
Fried |
Frief |
Frieg |
Frieh |
Friel |
Friem |
Frien |
Frier |
Fries |
Friet |
Friew |
Friez
Die Liste der Biografien führt alle Personen auf, die in der deutschsprachigen Wikipedia einen Artikel haben. Dieses ist eine Teilliste mit 34 Einträgen von Personen, deren Namen mit den Buchstaben „Friel“ beginnt.

## Friel
- Friel, Anna (* 1976), britische SchauspielerinAnna Friel (* 1976)

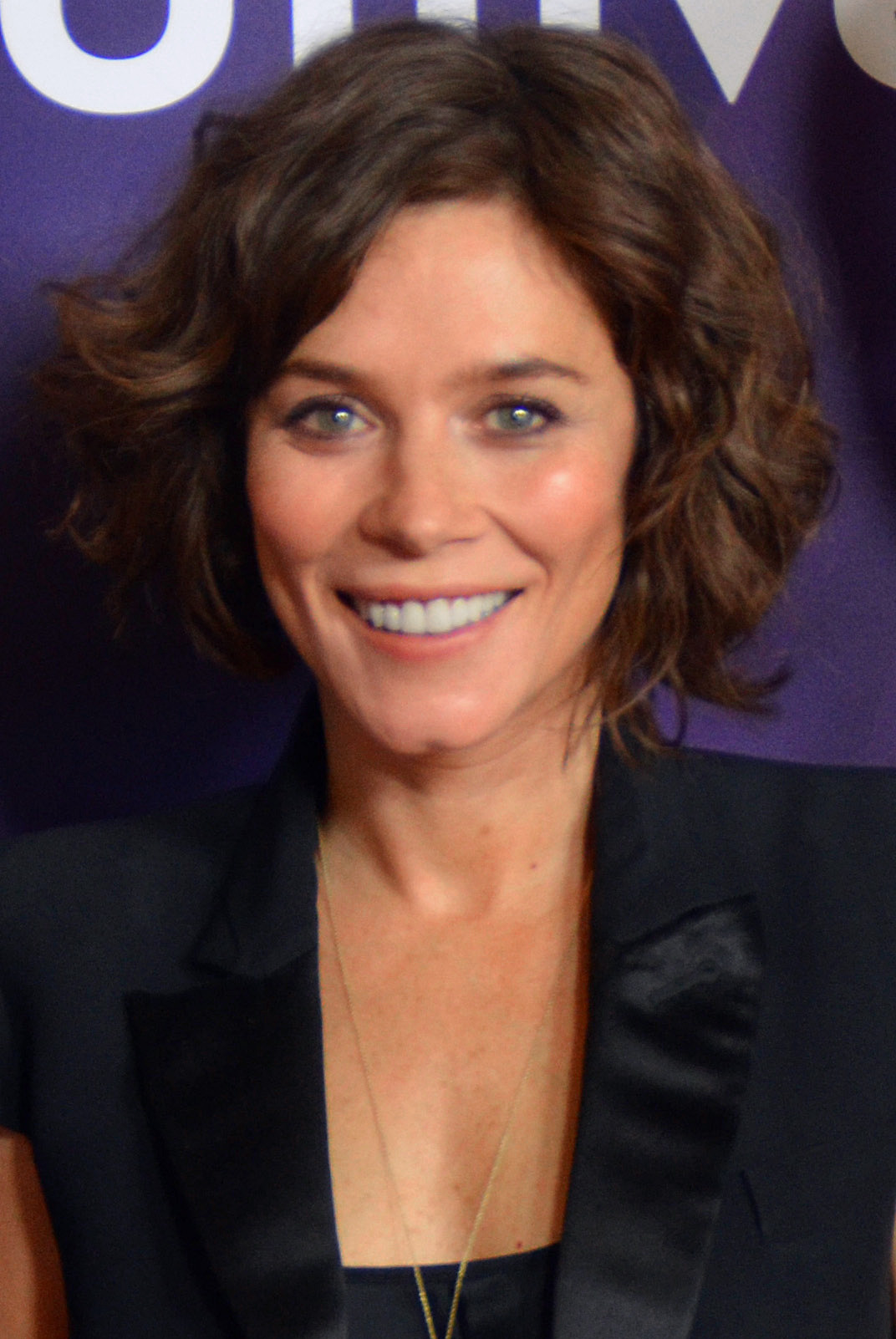
Anna Friel (* 1976)

- Friel, Brian (1929–2015), irischer Dramatiker
- Friel, Eddie (* 1962), irischer Sänger und Pianist
- Friel, Gunnar (* 1967), deutscher Video- und Medienkünstler
- Friel, John P. (* 1964), US-amerikanischer Ichthyologe

### Friele
- Friele Faye, Kitty (* 2002), norwegische Stabhochspringerin
- Friele Gensfleisch zur Laden († 1419), Mainzer Patrizier, Vater von Johannes Gutenberg
- Friele Rafit, Mainzer Patrizier, Stammvater des Patriziergeschlechts der Gensfleisch
- Friele zum Gensfleisch, Mainzer Patrizier aus dem Patriziergeschlechts der Gensfleisch
- Friele, Christian (1821–1899), norwegischer Redakteur
- Friele, Herman (1838–1921), norwegischer Geschäftsmann und Zoologe
- Friele, Johan (1866–1927), norwegischer Segler und Arzt
- Friele, Kim (1935–2021), norwegische LGBT- und Menschenrechtsaktivistin
- Frieler, Heinz (1927–1990), deutscher Politiker (CDU), MdB

### Frieli
- Frieling, Anke (* 1962), deutsche Politikerin (CDU), MdHB
- Frieling, Ekkehart (* 1942), deutscher Psychologe und Arbeitswissenschaftler
- Frieling, Heinrich (1910–1996), deutscher Zoologe und Farbwissenschaftler
- Frieling, Heinrich (* 1985), deutscher Jurist und Politiker (CDU), MdL
- Frieling, Reinhard (* 1936), deutscher evangelischer Theologe
- Frieling, Roman (* 1973), deutscher Tänzer, Tanzsporttrainer und Wertungsrichter für Standard und Latein
- Frieling, Rudolf (1901–1986), deutscher Priester und Anthroposoph
- Frieling, Walter, deutscher Rugbyspieler
- Frieling, Wilhelm Ruprecht (* 1952), deutscher Sachbuchautor und Verleger
- Frieling-Huchzermeyer, Ute (* 1958), deutsche Journalistin und Chefredakteurin
- Frielinghaus, Dieter (1928–2024), deutscher evangelisch-reformierter Pastor
- Frielinghaus, Hans-Joachim (* 1937), deutscher Designer und Bildhauer
- Frielinghaus, Heide (* 1968), deutsche Klassische Archäologin
- Frielinghaus, Helmut (1931–2012), deutscher literarischer Übersetzer
- Frielinghaus, Karl-Otto (1913–2000), deutscher Pionier der Kinotechnik und Hochschullehrer
- Frielinghaus, Konrad (1907–1968), deutscher Bergbauingenieur, Widerstandskämpfer gegen das NS-Regime, Kämpfer im Algerischen Unabhängigkeitskrieg, Wissenschaftler und Politiker (KPD)
- Frielinghaus, Michael (* 1951), deutscher Architekt
- Frielinghaus, Paul (* 1959), deutscher Schauspieler
- Frielingsdorf, Karl (1933–2017), deutscher Jesuit sowie Religionspädagoge und Pastoralpsychologe

### Friels
- Friels, Colin (* 1952), schottisch-australischer SchauspielerColin Friels (* 1952)

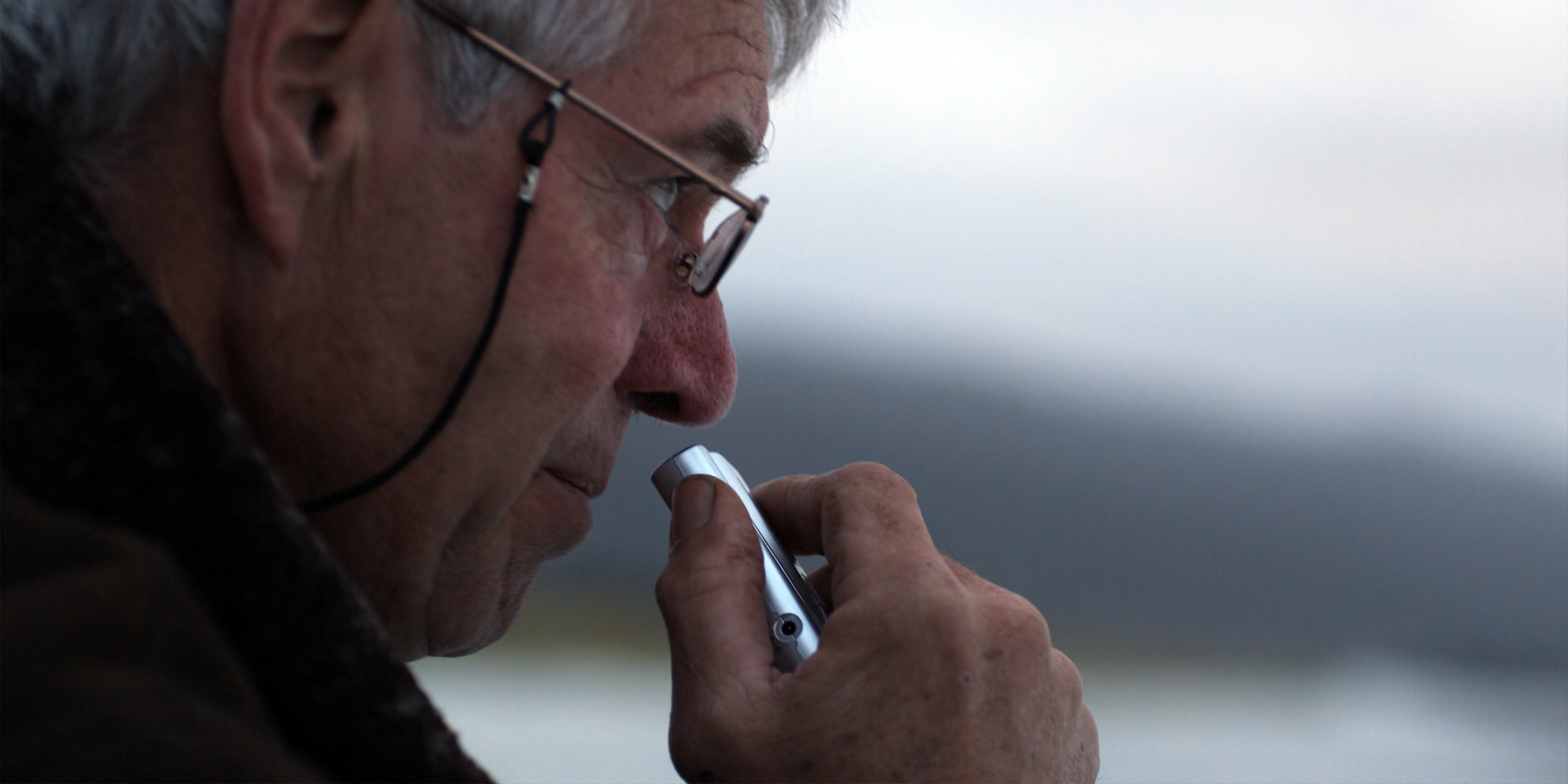
Colin Friels (* 1952)